# Pik Karakol
Der Pik Karakol (russisch пик Каракольский, Pik Karakolski) ist ein Berg im Tian Shan in Zentralasien.
Er ist mit 5216 m (nach anderen Quellen 5281 m) der höchste Berg im Terskej-Alatau. Der Berg befindet sich im Oblus Yssyk-Köl im Osten von Kirgisistan. An seinen Nord- und Südflanken liegen die Nährgebiete mehrerer Gletscher.